# Coenosia pachypoda
Coenosia pachypoda är en tvåvingeart som beskrevs av Jacques-Marie-Frangile Bigot 1891. Coenosia pachypoda ingår i släktet Coenosia och familjen husflugor. Inga underarter finns listade i Catalogue of Life.